# 鄭週
鄭週（生卒年不詳），琉球國官僚、書法家。童名萬古，字格橋，一般被人稱作萬古長史。
鄭週是閩人三十六姓中長樂移民的後裔，出生在鄭氏湖城殿內家族裡，其父為通事鄭祿，鄭達（宮里親雲上）和三司官鄭迵（謝名親方利山）都是鄭週的兄長。1579年，被選為官生。1580年渡海前往明朝，入學於國子監。1587年（萬曆7年）11月請求歸國。歸國後被任命為長史。1589年（萬曆17年）再度前往明朝。
1609年，薩摩入侵琉球，鄭迵因至始至終堅持反對薩摩藩的態度而被薩摩藩殺害。為了避免遭到迫害，鄭週秘密出奔北中城隱居，今日的鄭氏島袋家就是他的後裔。
鄭週是琉球代表性書法家，俗稱「善書萬古長史」。通堂屋的「迎恩亭」以及「龍王殿」的匾額都是他題寫的。